# 40-я отдельная артиллерийская бригада (Украина)
40-я отдельная артиллерийская бригада имени Великого князя Витовта (укр. 40-ва окрема артилерійська бригада імені Великого князя Вітовта, сокр. 40 ОАБр, в/ч А2227, пп ВВ3500) — воинское формирование артиллерийских войск Вооружённых сил Украины. Подчиняется непосредственно командованию Сухопутных войск.

## История
Бригада создана приказом Министерства обороны Украины 6 февраля 2015 года, местом её дислокации избран 22-й военный городок в Первомайске Николаевской области, на месте бывшей 46-й дивизии РВСН.
23 августа 2020 года «…ввиду образцового выполнения возложенных задач, высокие показатели в боевой подготовке и по случаю 29-й годовщины независимости Украины» 40-й отдельной артиллерийской бригаде Сухопутных войск Вооруженных Сил Украины присвоено почетное наименование имени Великого князя Витовта.

## Состав
- 40-я отдельная артиллерийская бригада
  - дивизион артиллерийской разведки;
  -  противотанковый артиллерийский дивизион МТ-12 «Рапира»,1 батарея 9П149;
  - 1-й артиллерийский дивизион 2А36 «Гиацинт-Б»;
  - 2-й артиллерийский дивизион 2А36 «Гиацинт-Б»;
  - 3-й артиллерийский дивизион 2А65 «Мста-Б»;
  - 4-й артиллерийский дивизион 2А65 «Мста-Б»;
  - медицинский пункт бригады (6 медицинских пунктов дивизионов);
  - ремонтная рота;
  - рота материального обеспечения;
  - инженерно-саперная рота;
  - взвод радиационной, химической, биологической защиты.

## Командиры
- Рябоконь Владимир Владимирович, полковник (2015)
- Шубин Андрей Владимирович, подполковник, исполняющий обязанности (2015)
- Панченко Сергей Иванович, полковник (2015—2017);
- Лавриненко Александр Петрович, полковник (с 2017)